# 담보물 상환청구권
담보물 상환청구권이란 채무자가 경매전에 저당잡힌 자신의 토지의 채무와 이에 대한 이자를 상환한 후 토지를 상환받을 수 있는 형평법상 제도이다. 많은 주들에서는 경매 후에도 일정기간안에 채무를 상환하면 다시 토지를 돌려받을 수 있는 제정법상 담보물상환청구권을 운영하고 있다. 법적으로 토지매매계약에서 담보물 상환청구권에 제한(clog)을 가하는 것을 무효로 하고 있다.

## 사례
X는 자신 집 모기지(집담보 대출)에 대한 대금 납부를 몇 번 연체했다. Y은행은 그에게 담보권을 실행하겠다는 의지를 그에게 통보했다. X는 모기지를 상환하기 위한 돈을 만들기 위해 아등바등 노력을 했지만 그는 돈을 마련할 수 없었고 Y(은행)는 그의 집을 유질 공매 처분(담보권행사 처분)으로 팔았다.X이 돈을 마련하는 경우, 이 집을 다시 사올수 있다.

## 한국
한국의 민사집행법은 강제경매의 경우 채무자는 매수신청 자격이 없는 자에 포함시키고 있으나 임의경매의 경우 채무자가 아닌 소유자는 매수신청인이 될 수 있다.

## 참고 문헌
- 캐나다 부동산 정보 - Mortgage와 Loan 보관됨 2014-05-20 - 웨이백 머신